# Josiah Royce
Josiah Royce, född 20 november 1855, död 14 september 1916, var en amerikansk filosof.
Royce studerade bl.a. i Tyskland (med Hermann Lotze) och blev därefter doktor i filosofi vid Johns Hopkins University. Där undervisade han bl.a. i det tyska tänkandets historia, vilket var hans huvudintresse. Efter fyra år vid Berkeley-universitetet hamnade han vid Harvard University där han verkade från 1882 fram till sin död.
Royce grundlade sin ställning som en av USA:s främsta filosofer genom sina verk The Religious Aspect of Philosophy (1885) och The Spirit of Modern Philosophy (1892). Det förstnämnda verket innehöll bl.a. ett nytt slags gudsbevis. Royce räknas för övrigt som en anhängare av idealismen.